# Zisterzienserinnenabtei Las Huelgas Reales (Valladolid)
Die Zisterzienserinnenabtei Las Huelgas Reales (Valladolid) ist seit 1282 ein Kloster der Zisterzienserinnen in Valladolid in Spanien. Es ist nicht zu verwechseln mit dem Kloster Las Huelgas in Burgos.

## Geschichte
Königin Maria de Molina stiftete Ende des 13. Jahrhunderts bei Valladolid ein Schloss für die Aufnahme eines Zisterzienserinnenkonvents. Das Kloster Santa María la Real de Huelgas (auch: Santa María de las Huelgas Reales, „Königliches Kloster Maria Ruh“) wurde mehrfach (nach Zerstörung durch Brand und Kriegseinwirkung) wieder aufgebaut, zuletzt in der heutigen Straße Calle Huelgas (bzw. Calle Estudios). 1895 (und neuerlich 1966) gründete das Kloster eine Schule (Colegio Santa María la Real de Huelgas), die noch heute besteht. Dem Kloster angeschlossen ist eine Hermandad für Laien. Kirche (1579–1599, mit Grabmal der Stifterin und Arbeiten von Gregorio Fernández und Juan de Juni) und Klostergebäude (17. Jahrhundert) stehen unter Denkmalschutz.

### Äbtissinnen (Auswahl)
- 1298: Teresa Gil
- 1482: Isabel de Herrera
- 1510–1543: Isabel de Mendoza
- 1543–1590: Ana Quijada y Mendoza
- 1596–1599: Ana de Mendoza y Cerda
- 1608–1614, 1620–1626, 1629–1632: Isabel de Mendoza II
- 19. Jh.: Pilar Oña
- Teresa Veneciano
- 1921–1947: Sagrario Martín
- 1959: Purificación Carlón
- 1980–1989: Teresita García
- 1989–2002: Ángeles Valle
- 2002–2013: María del Mar Elena Martínez López (* 1949)[1]
- 2015–: Isabel Valles Gallego[2]